# Henkka Seppälä
Henri Seppälä bedre kendt som Henkka T. Blacksmith (født 2. juli 1980) er bassist for det finske melodiske dødsmetalband Children of Bodom. 

## Biografi
Henkka er det yngste medlem i Children of Bodom og blev født i 1980 i Espoo, Finland. Han begyndte at spille guitar i en alder af 11. Han blev introduceret for heavy metalgenren gennem hans bror der lyttede til bands som Slayer og Pantera med hans venner. Før det havde Henkka kun kontakt til rock'n roll og glam bands som Guns N' Roses og Poison. Som tiden gik begyndte hans interesse at rette sig mod mere hårde bands indtil de tidlige 1990'er hvor han blev introduceret for black metal og dødsmetal af bands som Burzum, Dissection og Cannibal Corpse.
Henkka kom i en alder af 13 år med i sit første band ved navn Aivokasvain. Han tog del i det i to år hvorefter han stoppede og skiftede instrument fra guitar til bas.
Da Samuli Miettinen forlod Inearthed (det originale navn for Children of Bodom) i 1996 sluttede Henkka sig til dem og fik den fem strengede bas. 